# رامون خوسيه فيلاسكيز
رامون خوسيه فيلاسكيز (بالإسبانية: Ramón José Velásquez Mujica) (و. 1916 – 2014 م) هو سياسي، ومؤرخ، وصحفي، ومحام من فنزويلا ولد في تاتشيرا.

## التعليم
تعلم في جامعة فنزويلا المركزية.

## المناصب
تولى منصب رئيس فنزويلا (5 يونيو 1993-2 فبراير 1994)